# شو تاجیما
شو تاجیما (ژاپنی: 田島 翔؛ زادهٔ ۷ آوریل ۱۹۸۳) یک بازیکن فوتبال اهل ژاپن است.
از باشگاه‌هایی که در آن بازی کرده‌است می‌توان به باشگاه فوتبال رواسو کوماموتو اشاره کرد.